# Örarna (vid Nötö, Korpo)
Örarna är en ö i Finland. Den ligger i Skärgårdshavet och i kommunen Pargas i den ekonomiska regionen  Åboland i landskapet Egentliga Finland, i den sydvästra delen av landet. Ön ligger omkring 65 kilometer sydväst om Åbo och omkring 180 kilometer väster om Helsingfors.
Öns area är 2 hektar och dess största längd är 220 meter i sydväst-nordöstlig riktning. Ön höjer sig omkring 5 meter över havsytan.